# 阿瓦伊加尔
阿瓦伊加尔（西班牙語：Abáigar）是西班牙纳瓦拉的一个市镇。总面积5平方公里，总人口99人（2001年），人口密度20人/平方公里。